# Ferran González

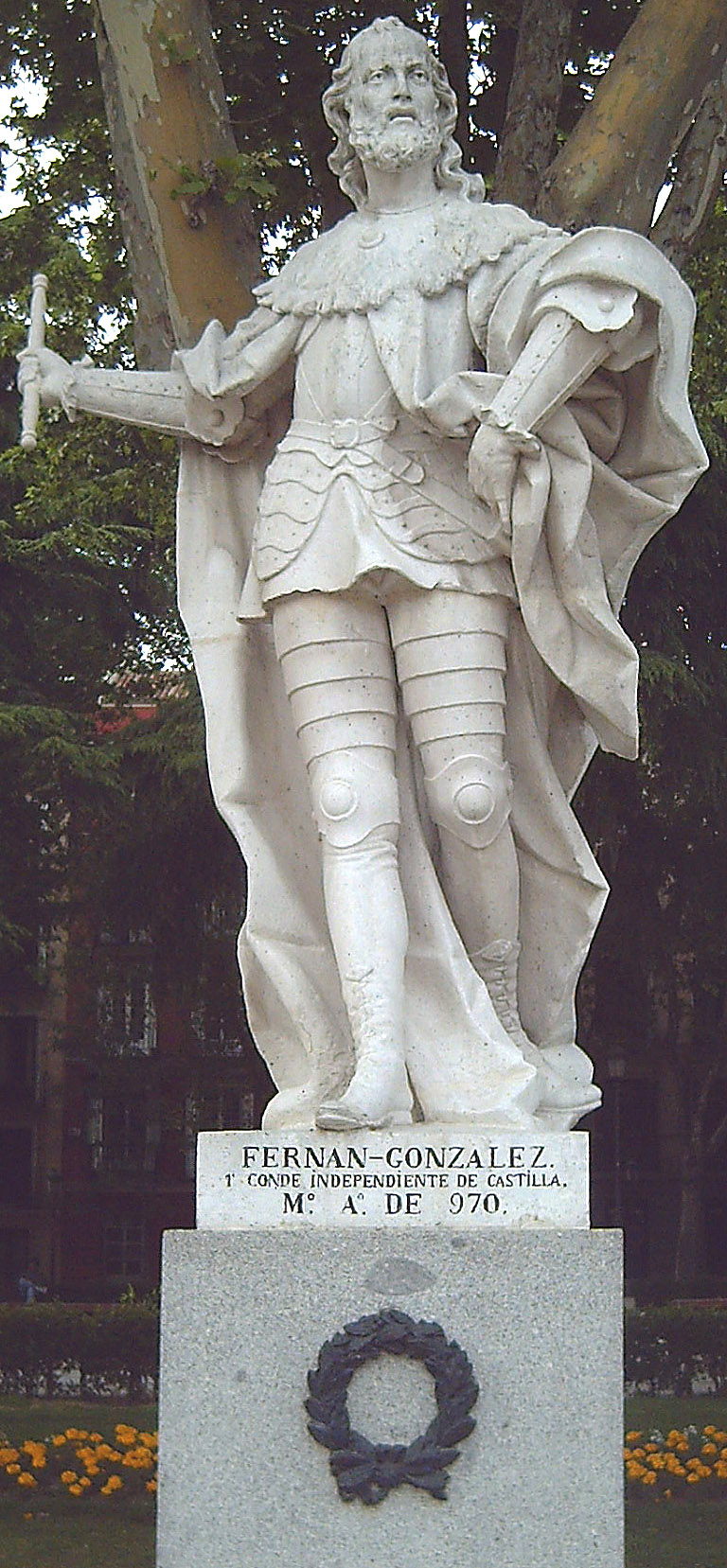
Estàtua a Madrid (J. Villanueva, 1750-53).

Ferran González (castellà: Fernando González, llatí: Fredinandus Gundisalviz) (Castell de Lara, c. 910 - Burgos, 970), més conegut les cançons de gesta i cròniques medievals com Fernán González, fou comte de Castella (931 - 944 i 945 - 970). Fou el primer comte independent d'aquest comtat, fill de Muniadona i Gonçal Fernández, que ja havia estat nomenat comte d'Arlanza i de Duero cap a l'any 900, descendent de Nuño Rasura, un dels dos jutges de Castella, i de Roderic, el primer comte electiu de Castella.

## Família de Lara
És un personatge tenyit de tints llegendaris. Era membre de la influent família Lara, que va establir un poderós llinatge que aconseguirà una gran influència en el regne de Lleó. La base patrimonial de la família era la fortalesa de Lara, lloc on va créixer Ferran. Heretà el títol del seu pare després de l'empresonament i mort del seu germà Nunó Fernández. Així, l'any 930, Ferran González apareix amb el títol de comte al capdavant de l'ordre dels Lara, dintre de l'organització administrativa de la zona oriental del regne de Lleó.

## Primer període 931-944
El 931, Ferran González reunia en la seva persona, a més del comtat de Burgos, els de Castella, Astúries de Santillana, Lara, Lantarón i Àlaba.
El 932, Ramir II de Lleó organitza una ràtzia contra la fortalesa de Magerit (Madrid) a la qual va acudir Ferran González, la ciutat va ser presa així com el seu castell obtenint així un gran botí, no obstant Magerit va ser represa pels musulmans després de l'abandó dels castellanolleonesos.
Un any més tard Abd al-Rahman III contraataca assetjant Osma i San Esteban de Gormaz, Ramir II va acudir en ajuda de Ferran González assolint aixecar el setge de San Esteban de Gormaz i vencent al costat de Ferran González una batalla prop d'Osma. El 934 Abd al-Rahman avança amb el seu exèrcit sense cap oposició, assola Àlaba i destrueix Burgos, però és novament derrotat per Ramir i Ferran a Osma.
Va tenir un paper destacat en la batalla de Simancas l'any 939 i, a continuació, va conquerir Sepúlveda i la va repoblar (940). El 942, després que Garcia Sanxes I de Pamplona fou derrotat per l'exèrcit musulmà de Muhammad ibn Hashim al-Tugibí, que recuperà les penyes de Sen i Men, demanà suport a Ferran González i marxaren contra Tudela, on foren derrotats el 5 d'abril a la batalla de Tudela.

### Núpcies i interessos territorials
Veient que el seu poder creixia, va començar a actuar de manera cada vegada més independent del seu senyor, i, seguint aquesta política, es va casar el 932 amb Sança de Pamplona, germana de Garcia II Sanxes I, rei de Navarra, i vídua ja del rei Ordoni II de Lleó. D'aquesta unió en van néixer set fills:
- l'infant Gonçal Fernández (?-959)
- l'infant Sanç Fernández (?-956)
- l'infant Garcia I de Castella (938-995), comte de Castella
- la infanta Urraca de Castella (?-1007), casada el 941 amb Ordoni III de Lleó i el 958 amb Ordoni IV de Lleó i el 962 amb Sanç II de Navarra.
- la infanta Fronilda Fernández (?-1014)
- l'infant Nunó Fernández, capellà
- la infanta Múnia Fernández

Les relacions entre Ramir II i Ferran González es refreden enormement per motius territorials com el nomenament d'Ansur Fernández com a comte de Montsó tapant l'expansió de Ferran. Aquest s'enfronta a Ramir que el fa empresonar a Lleó l'any 944 juntament amb el seu aliat el comte de Saldaña Diego Muñoz, Ramir nomena en substitució de Ferran González a Ansur Fernández com a comte de Castella.

## Segon període 945-970
Després de romandre al voltant d'un any empresonat, Ferran recupera el comtat i jura fidelitat a Ramir II.
Mort Ramir II de Lleó el 951, el regne de Lleó va quedar sumit en una crisi dinàstica que Ferran González va saber aprofitar a favor seu. Inicialment va donar suport a les reclamacions de Sanç I de Lleó contra el seu germà Ordoni III de Lleó, però, al no prosperar la seva causa, es va veure obligat a reconèixer Ordoni III com a rei. La primerenca mort d'aquest va permetre al castellà recuperar la seva capacitat de maniobra, encara que en aquesta ocasió no va donar suport a les pretensions del seu antic aliat, el rei Sanç, sinó que es va alinear amb el fill d'Ordoni III, Ordoni IV.
El 955 els àrabs van atacar el territori castellà arribant fins a San Esteban de Gormaz, on foren rebutjats per Ferran González.
Derrotat el 960 per la intervenció navarresa, va ser capturat per Garcia II Sanxes I, però va recuperar la llibertat després de fer diverses concessions territorials.

### Segones núpcies
Vers el 960 es va casar de nou amb la filla de Garcia II Sanxes I, Urraca de Pamplona. D'aquest matrimoni en nasqueren dos fills: 
- l'infant Pere Fernández de Castella, que fou avi d'Urraca Salvadórez, muller del futur rei Sanç I Garcia.
- la infanta Toda Fernández de Castella

### Últims anys
El 963 pacta una treva amb Al-Hàkam II després de la presa de San Esteban de Gormaz pels musulmans, el comte castellà es comporta ja de fet com a comte independent.
Amb el regne de Lleó afeblit i en una situació de desordre, Ferran González va anar assegurant lentament la seva posició com a senyor hereditari del comtat independent de Castella.
Al morir, el 970, fou succeït pel seu fill Garcia I, establint així el principi de successió hereditària del títol de comte de Castella.

## Llegat
La seva vida i gestes estan recollides en un poema anònim, en quaderna via, el Poema de Ferran González, escrit entre el 1250 i 1271, es creu que per un monjo del monestir de San Pedro de Arlanza, i conservat en una còpia incompleta del segle xv. Es creu que aquest poema seria una refundició d'una primitiva cançó de gesta perduda sobre el comte castellà.
Les restes de Ferran González van ser enterrades al monestir de San Pedro de Arlanza, Hortigüela, Burgos. Actualment es troben a l'ex-col·legiata de Sant Cosme i Sant Damià, Covarrubias, Burgos.